# Claire Fita
Claire Fita (ur. 31 grudnia 1976 w Tuluzie) – francuska polityczka i działaczka samorządowa, posłanka do Parlamentu Europejskiego X kadencji.

## Życiorys
Absolwentka Institut d'études politiques de Toulouse (1997) oraz instytutu IRA w Nantes (2000). Pracowała na menedżerskim stanowisku w sektorze edukacji. Zaangażowała się w działalność polityczną w ramach Partii Socjalistycznej. W latach 2008–2014 była zastępczynią mera Graulhet, później pozostała radną miejską. Była radną regionu Midi-Pireneje, w 2015 wybrana na radną nowo utworzonego regionu Oksytania. W 2021 weszła w skład jego władz wykonawczych jako wiceprzewodnicząca do spraw kultury, dziedzictwa i języków regionalnych.
W 2024 z ramienia skupionej wokół PS koalicji uzyskała mandat deputowanej do PE X kadencji.